# Raraka
Raraka également appelé Te Marie. est un atoll situé dans l'archipel des Tuamotu en Polynésie française. Celui-ci fait administrativement partie de la commune de Fakarava. Depuis 1977, Raraka fait partie des sept atolls de la commune de Fakarava classés Réserve de biosphère par l’UNESCO.

## Géographie

### Situation
Raraka est situé à 17 km au sud-est de Kauehi, l'île la plus proche, et à 475 km au nord-est de Tahiti. L'atoll est de forme ovale avec 27 km de longueur et 19 km de largeur maximales pour 7,2 km 2 de terres émergées. Son grand lagon couvre une superficie de 342 km2 et est accessible par une passe située au nord.

### Géologie
D'un point de vue géologique, l'atoll est l'excroissance corallienne (de 70 mètres) du sommet du mont volcanique sous-marin homonyme, qui mesure 1 295 mètres depuis le plancher océanique, formé il y a 51,8 à 53,8 millions d'années.

### Démographie
En 2017, la population totale de Raraka est de 96 personnes, principalement regroupées dans le village de Motupapu situé près de la passe et où se trouve l'église Sainte-Thérèse relativement ancienne ; son évolution est la suivante :
|                                                         |  |  | 67 |  | 110 | 96 |
| Sources ISPF et Gouvernement de la Polynésie française. |  |  |    |  |     |    |

## Histoire
La première mention de l'atoll est faite par le capitaine britannique Ireland le 2 octobre 1831 sans qu'il soit nommé,. Raraka est abordé par le Français Jules Dumont d'Urville en septembre 1838 qui le décrit sous son nom polynésien. Il fut ensuite visité à deux reprises par l'explorateur américain Charles Wilkes lors de son expédition australe le 30 août 1839 et le 18 décembre 1840.
Au XIXe siècle, Raraka devient un territoire français, peuplé alors d'environ 100 habitants.
En 1977, l'atoll – avec six autres de la commune de Fakarava que sont Aratika, Fakarava, Kauehi, Niau, Taiaro et Toau – est classé « Réserve de biosphère » par l'UNESCO, classement renouvelé en 2006 et 2017,.

## Économie
L'économie de l'île est principalement liée à l'exploitation de la coprah et à la pratique de la perliculture autorisée dans la partie Nord du lagon sur 5 ha pour l'élevage et le greffage avec un maximum de 200 lignes de collectage du naissain. La récolte des holothuries – pour l'exportation vers l'Asie – est pratiquée uniquement dans la zone de transition de la biosphère.